# No Alternative
No Alternative è una compilation della serie di album pubblicati dall'organizzazione Red Hot Organization. Il disco è stato pubblicato nel 1993.

## Il disco
Il disco contiene tracce originali e cover di gruppi della scena alternative rock degli anni '90.
Esso è stato pubblicato in due versioni che vedono ritratti in copertina un ragazzo oppure una ragazza.
Il 20 aprile 2013, in occasione dell'annuale Record Store Day, il disco è stato pubblicato in formato vinile per il ventesimo anniversario dall'uscita.

## Tracce
1. Superdeformed – 3:58 (Matthew Sweet) – Matthew Sweet
2. For All to See – 3:36 (Buffalo Tom) – Buffalo Tom
3. Sexual Healing – 4:45 (Odell Brown, Marvin Gaye, David Ritz) – Soul Asylum
4. Take a Walk – 4:39 (Urge Overkill) – Urge Overkill
5. All Your Jeans Were Too Tight – 3:33 (Mark Eitzel) – American Music Club
6. Bitch – 3:17 (Mick Jagger, Keith Richards) – Goo Goo Dolls & Lance Diamond
7. Unseen Power of the Picket Fence – 3:53 (Scott Kannberg, Stephen Malkmus) – Pavement
8. Glynis – 4:53 (Billy Corgan) – The Smashing Pumpkins
9. Can’t Fight It – 3:49 (Bob Mould) – Bob Mould
10. Hold On – 4:23 (Sarah McLachlan) – Sarah McLachlan
11. Show Me – 2:48 (Ben Shepherd) – Soundgarden
12. Brittle – 3:24 (Shayne Carter, Straitjacket Fits) – Straitjacket Fits
13. Joed Out – 3:52 (Graeme Downes) – Barbara Manning & the San Francisco Seals
14. Heavy 33 – 4:21 (Graeme Downes) – The Verlaines
15. Effigy – 5:59 (John Fogerty) – Uncle Tupelo
16. It's the New Style (Live) – 2:20 (Beastie Boys, Rick Rubin) – Beastie Boys & DJ Hurricane
17. Iris (Live) – 3:44 (Kim Deal) – The Breeders
18. Memorial Song (Live) – 3:33 (Patti Smith) – Patti Smith
19. Verse Chorus Verse (Traccia fantasma) – 3:24 (Kurt Cobain) – Nirvana

Tracce bonus (Cassetta)
1. Burning Spear (Sonic Youth) – Sonic Youth
2. Hot Nights (Live) (Jonathan Richman) – Jonathan Richman